# Sytuacja prawna i społeczna osób LGBT na Jamajce

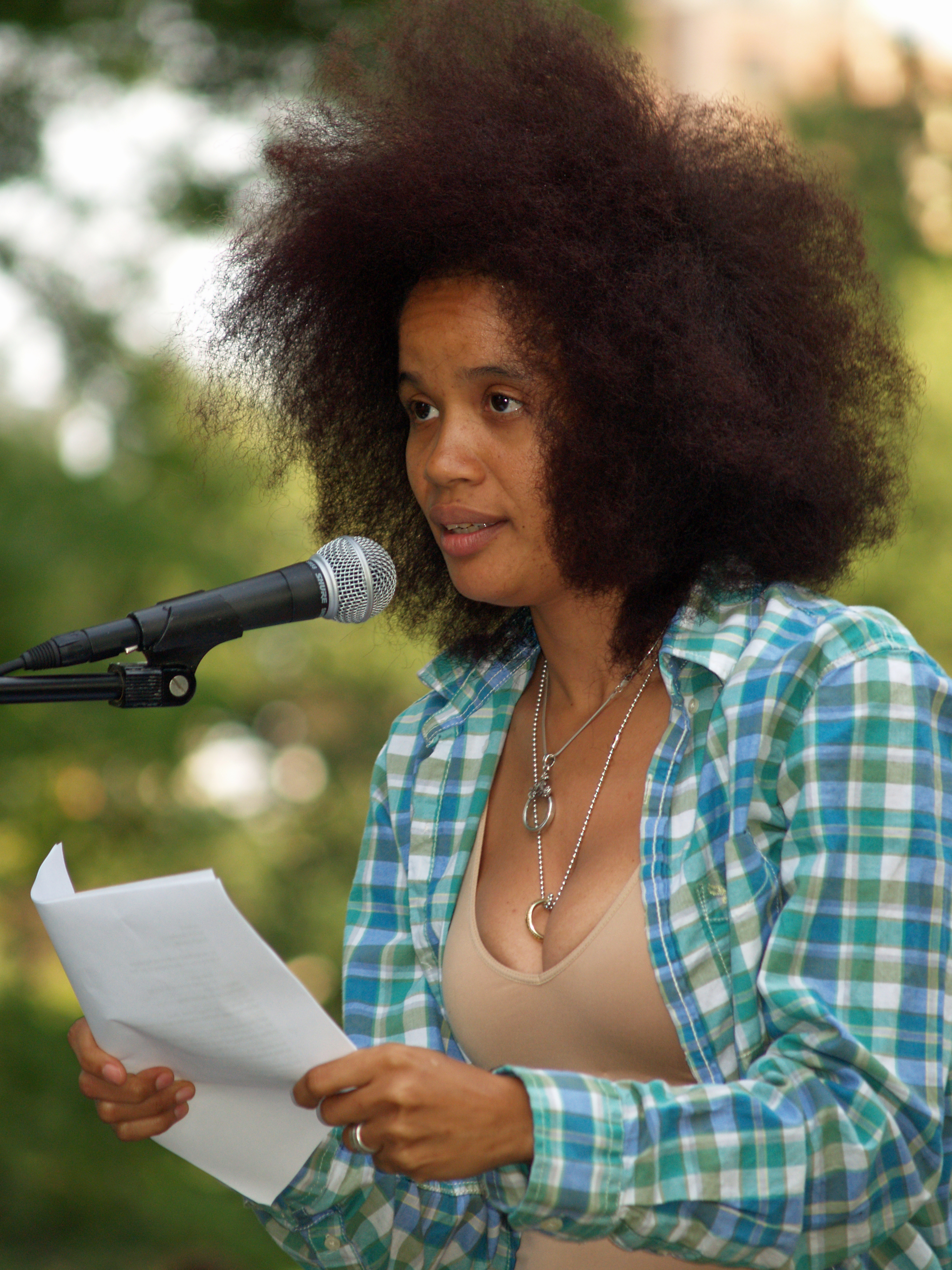
Staceyann Chin – jamajska działaczka na rzecz praw osób LGBT.

Jamajka należy do krajów, które zakazują stosunków seksualnych między mężczyznami, ale nie zakazują takich relacji między kobietami. Tożsamość LGBT (społeczność lesbijek, gejów, biseksualistów i osób transpłciowych) jest kryminalizowana na podstawie Kodeksu karnego z czasów kolonialnych Jamajki, który zabrania stosunków między osobami tej samej płci (znanego jako przepis „buggery”), a także na mocy przepisów o przyzwoitości publicznej.
W 2006 roku magazyn Time nazwał Jamajkę „najbardziej homofobicznym miejscem na Ziemi”. W badaniu przeprowadzonym przez Human Rights Watch w 2013 roku ponad połowa osób LGBT stwierdziła, że padła ofiarą przemocy homofobicznej. Jeszcze bardziej rozpowszechniona jest dyskryminacja bez użycia przemocy, obejmująca zastraszanie i wykluczenie w edukacji, opiece zdrowotnej i społecznościach lokalnych.
W 2011 roku do jamajskiej Konstytucji wprowadzono krajową kartę praw (rozdział 3). Karta ta chociaż gwarantuje wszystkim obywatelom liczne prawa obywatelskie i polityczne, to jednak wyraźnie stwierdza, że nie unieważnia przepisów dotyczących przestępstw seksualnych, pornografii ani „tradycyjnej definicji małżeństwa”. Funkcjonalnie oznacza to brak zmiany statusu prawnego „homoseksualistów”.
Do poprawy doszło w roku 2013, po dwóch homofobicznych atakach, w tym zabójstwie Dwayne Jonesa, szesnastolatka, który w kobiecych ubraniach brał udział w przyjęciu. Śmierć 16-latka wywołała dyskusję na temat praw osób LGBT w sferze publicznej. W ostatnich latach były minister sprawiedliwości i burmistrz Kingston pozytywnie wypowiadali się na temat grupy LGBT. 
Silną rolę kulturalną, wpływającą na normy dotyczące płci i seksualności odgrywają na Jamajce Kościoły chrześcijańskie. Według niektórych doniesień Jamajka ma najwięcej kościołów na świecie w przeliczeniu na jednego mieszkańca. Wpływowi przywódcy religijni i polityczni często publicznie wyrażają niechęć do zjawiska LGBT. Mimo nacisków rządu brytyjskiego na zmiany w sposobie traktowania tych osób, Jamajka nie wprowadziła żadnych formalnych zmian.